# Боасе (Кантал)
Боасе (фр. Boisset) насеље је и општина у централној Француској у региону Оверња, у департману Кантал која припада префектури Оријак.
По подацима из 2011. године у општини је живело 601 становника, а густина насељености је износила 15,93 становника/km². Општина се простире на површини од 37,73 km². Налази се на средњој надморској висини од 426 метара (максималној 688 m, а минималној 277 m).

## Демографија
| 1962. | 1968. | 1975. | 1982. | 1990. | 1999. | 2011. |
| ----- | ----- | ----- | ----- | ----- | ----- | ----- |
| 785   | 896   | 802   | 756   | 653   | 654   | 601   |

График промене броја становника у току последњих година